# Hisdesat
Pour les articles homonymes, voir Hispasat.
Hisdesat (Hisdesat Servicios Estratégicos, S.A.) est un opérateur de satellite espagnol pour des clients gouvernementaux, civils et militaires. Hisdesat fournit des services de satellite de télécommunications, principalement dans les bandes hautes fréquences X et Ka, et des services d'observation de la Terre par le radar et dans le spectre optique.

## Satellites
| Satellite           | Type                                | Fabricant                | Date de lancement | Fin de vie utile | Lanceur              | Orbite / Charge utile / Couverture                                                                   | Etat               | Notes                                                   | réf.   |
| ------------------- | ----------------------------------- | ------------------------ | ----------------- | ---------------- | -------------------- | --- | ------------------ | ------------------------------------------------------- | ------ |
| XTAR-EUR            | Satellite de télécommunications     | Space Systems/Loral      | 12 février 2005   | 2023             | Ariane 5 ECA         | GEO 29º Est / 13 transpondeurs en bande X / Europe, Asie                                             | Actif              |                                                         | [ 1 ]  |
| Spainsat            | Satellite de télécommunications     | Space Systems/Loral      | 11 mars 2006      | 2024             | Ariane 5 ECA         | GEO 30º Ouest / 13 transpondeur en bande X et 1 transpondeur en bande Ka / Amérique, Europe, Afrique | Actif              | Également connu comme XTAR-LANT                         | [ 2 ]  |
| PAZ                 | Satellite d'observation de la Terre | Airbus Defence and Space | 22 février 2018   | 2025             | Falcon 9 Full Thrust | Polaire / Radar à synthèse d'ouverture en bande X et récepteur AIS / Terre entière                   | Actif              | Fait partie du PNOTS                                    | [ 3 ]  |
| Ingenio (satellite) | Satellite d'observation de la Terre | Airbus Defence and Space | 17 novembre 2020  |                  | Vega                 | Héliosynchrone / Instrument optique / Terre entière                                                  | Perdu au lancement | Aussi connu comme SeoSat. Fait partie du PNOTS et MUSIS | ,      |
| Spainsat NG I       | Satellite de télécommunications     | Airbus Defence and Space | Pas avant 2023    |                  | ?                    | GEO 29º Est ? / Transpondeurs en bande X, Ka et UHF ? / Europe, Asie ?                               | En développement   | Remplacement du XTAR-EUR                                | ,      |
| Spainsat NG II      | Satellite de télécommunications     | Airbus Defence and Space | Pas avant 2023    |                  | ?                    | GEO 30º Ouest ? / Transpondeurs en bande X, Ka et UHF ? / Amérique, Europe, Afrique ?                | En développement   | En remplacement du satellite Spainsat                   | ,      |
| PAZ 2               | Satellite d'observation de la Terre |                          | À l'horizon 2027  |                  |                      | | En développement   | En remplacement du satellite PAZ                        | [ 12 ] |